# 妓生

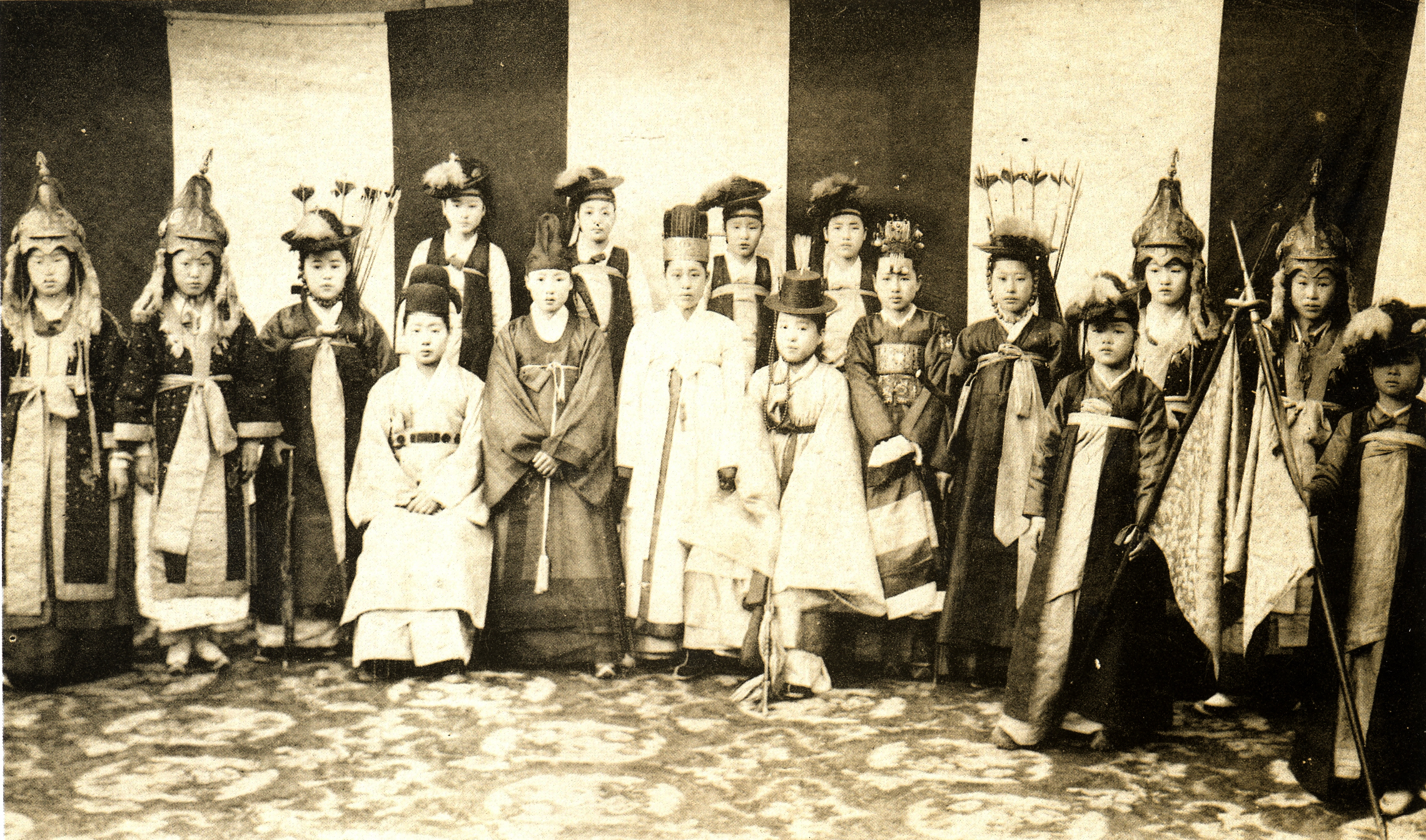
妓生の公演写真

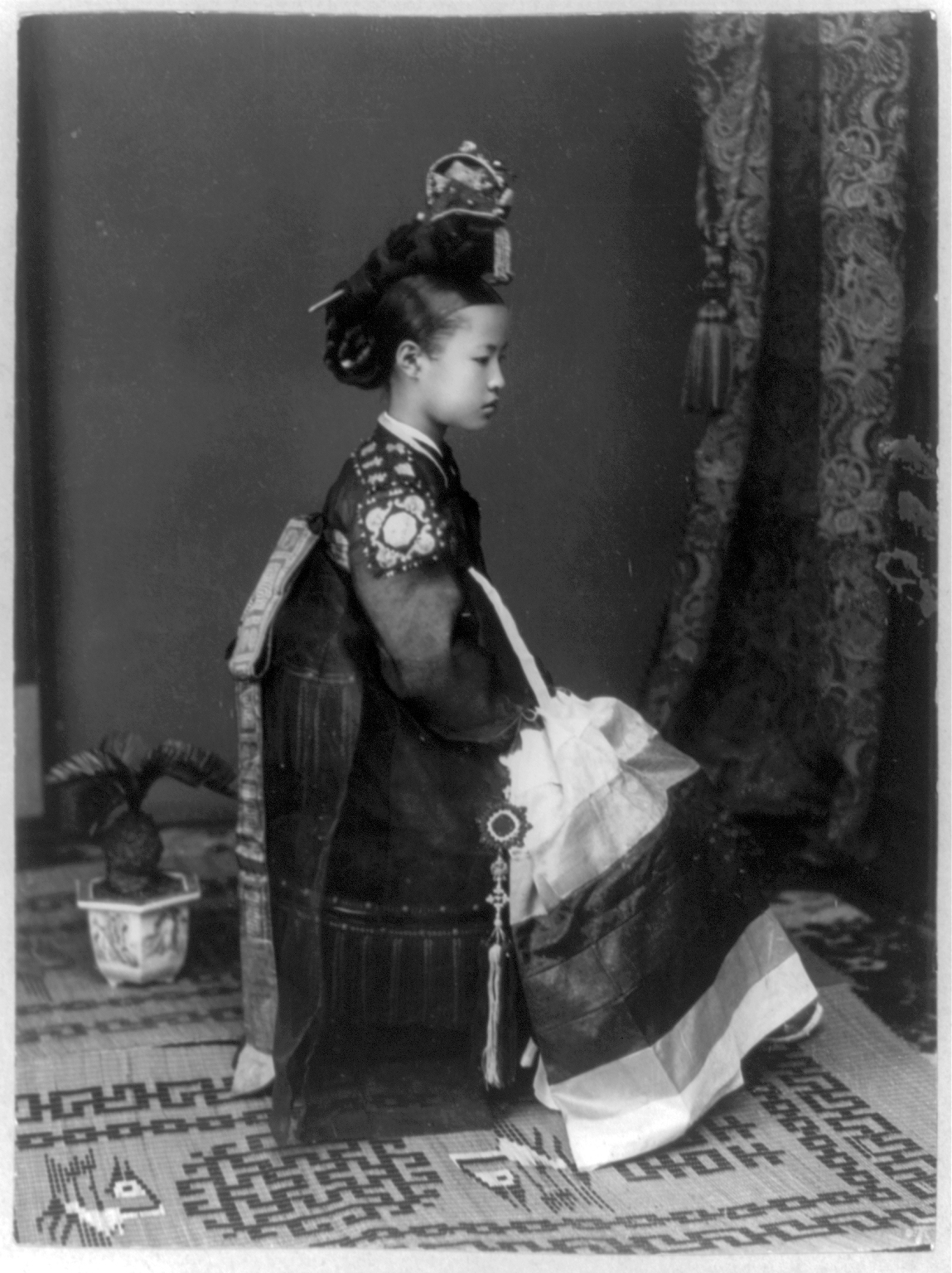
日本統治時代の妓生

妓生（きしょう/キーセン、기생）とは、元来は李氏朝鮮時代以前の朝鮮半島に於いて、諸外国からの使者や高官の歓待や宮中内の宴会などで楽技を披露したり、性的奉仕などをするために準備された奴婢身分の女性（婢）のことを意味する。
甲午改革で法的には廃止されたが、後に民間の私娼宿（「キーセンハウス」など）の呼称として残存し、現在に至る。

## 概要

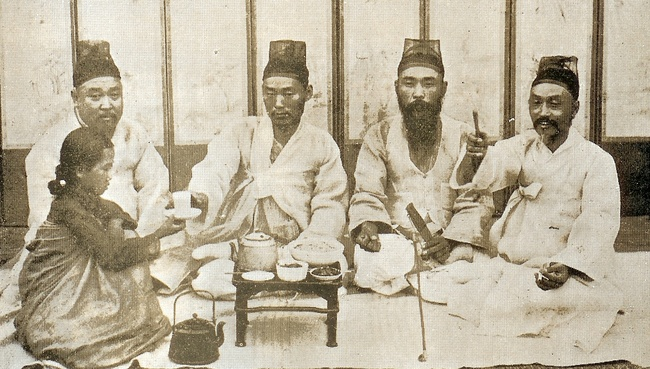
妓生(1910)

高麗から李氏朝鮮末期まで約1000年間、常に2万 - 3万名の妓生がおり、李朝時代には官婢として各県ごとに10 - 20名、郡に30 - 40名、府に70 - 80名ほどが常時置かれていた。

## 起源
その起源には諸説あり定かでない。

### 巫女の遊女化説と百済の揚水尺説

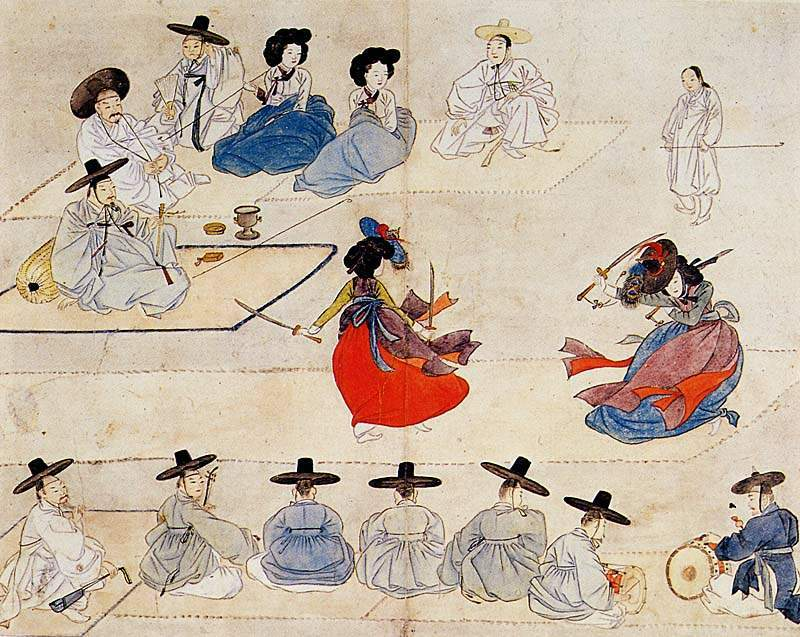
晋州の妓生の剣舞(申潤福『雙劍對舞』)

妓生は歌や踊りで遊興を盛り上げるのを生業とし、売春する二牌、三牌は妓生とは呼ばれていなかった。発生には諸説あり、新羅の巫女の遊女化から始まったとか高麗時代の百済の揚水尺に歌舞を習わせたものとも言われている。

### 中国の妓女と妓生
朝鮮の妓生制度は、中国の妓女制度が伝わったものといわれる。妓女制度はもとは宮中の医療や歌舞を担当する女卑として妓生 (官妓) を雇用する制度であったが、のちに官吏や辺境の軍人の性的奉仕を兼ねるようになった。

### 新羅の源花・天官女
宗教民俗学者の李能和『朝鮮解語花史』(1927年) によると、新羅の真興王37年に「源花を奉る」とあり、源花は花郎 (ファラン) と対になっており、源花は女性、花郎は美少年がつとめ、これが妓生のはじまりであるとする。また、新羅時代の天官女が妓生制に相当するといわれている。

### 百済遺民説
李能和も『高麗史』にもとづき、百済遺民の女性を飾り立て高麗女楽を習わせたことも起源の一つとしている。また、李氏朝鮮後期の学者丁茶山 (1762-1836) の説では妓生は百済遺民柳器匠末裔の楊水尺 (賤民) らが流浪しているのを高麗人李義民が男を奴婢に女は妓籍に登録管理したことに由来するともいう。

### 日本の傀儡子との関連
柳田國男は妓生と日本の傀儡子は同祖と考えたが、のちに撤回した。その後、滝川政次郎なども同系説を提唱し、川村湊も性器信仰が妓生と傀儡子に共通することなどから、渡来説は有力とみている。

## 高麗の妓生制
高麗時代 (918年-1392年) に、中国の妓女制度が伝わり朝鮮の妓生制度になった。
官妓 (女官)・官婢の中で容姿の優れた者を選別し、歌舞を習わせ女楽 (高麗女楽) とした。高麗は政府直属の掌学院を設立し、官妓らはそこに登録され、歌舞や医療などの技芸を担当した。

## 辺境軍人の慰安婦として
掌学院に登録された妓生は次第に官僚や辺境の軍人への性的奉仕も兼ねるようになった。
李朝時代にも妓生は国境守備将兵の慰安婦としても活用され、国境の六ヶ所の「鎮」や、女真族の出没する白頭山付近の四ヶ所の邑に派遣され、将兵の裁縫や酒食の相手や夜伽をし、士気を鼓舞した。

## 李氏朝鮮の妓生

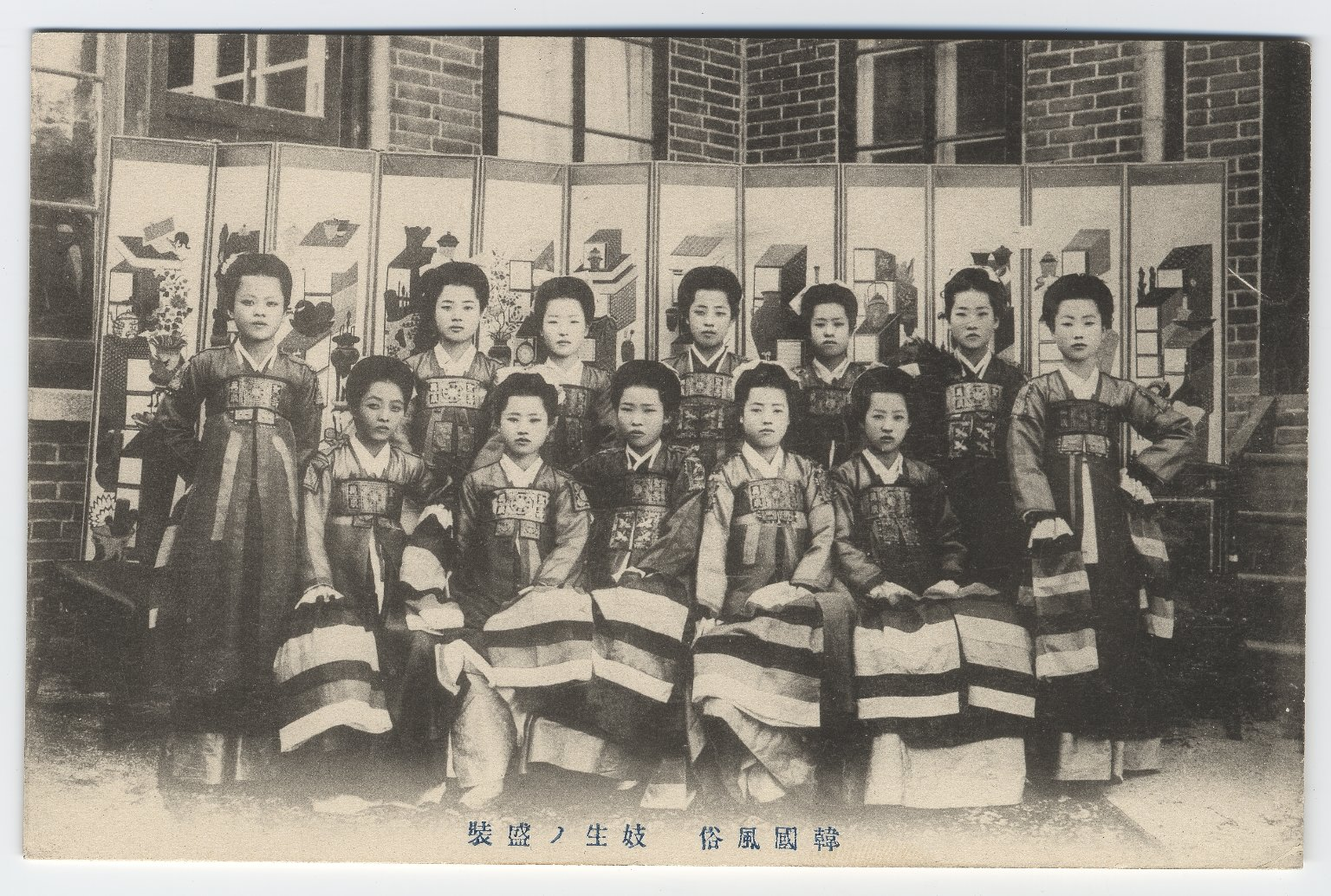
1904年の妓生の少女たち

李氏朝鮮時代の妓生は女楽のほかに宮中での医療を行い、衣服の縫製もしたので、薬房妓生、尚房妓生という名称も生まれている。妓生は、官に属する官妓 (妓女・ソウルに仕える宮妓と地方の郷妓に分かれる) と、私有物である妓生が存在したが、大半は官妓だったようである。妓生になる女性のほとんどは奴婢であるが、実家の没落・一家離散または孤児となったり、身を持ち崩すなどした両班の娘などが妓生になる場合も多かった。李氏朝鮮の妓生は高麗女楽をルーツにしており、宮中での宴会に用いる為の官妓を置き、それを管理するための役所妓生庁が存在した。一般的に、妓生は両班を相手とするため、歌舞音曲・学問・詩歌・鍼灸などに通じている必要があった。また、華麗な衣服や豪華な装飾品の着用が許され、他国の高級娼婦と同様に服飾の流行を先導する役目もした。

### 妓生制存廃論争
1392年に李氏朝鮮が成立し、1410年には妓生廃止論がおこるが、反対論のなかには妓生制度を廃止すると官吏が一般家庭の女子を犯すことになるとの危惧が出された。山下英愛はこの妓生制度存廃論争をみても、「その性的役割がうかがえる」とのべている。4代国王世宗のときにも妓生廃止論がおこるが、臣下が妓生を廃止すると奉使 (官吏) が人妻を奪取し犯罪に走ると反論し、世宗はこれを認め「奉使は妓をもって楽となす」として妓生制度を公認した。

### 妓生庁

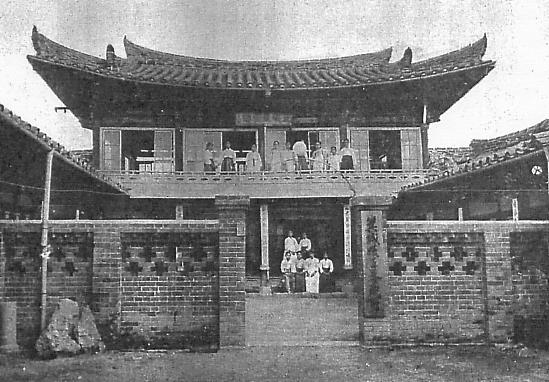
平壌にあった妓生学校

李氏朝鮮政府は妓生庁を設置し、またソウルと平壌に妓生学校を設立し、15歳〜20歳の女子に妓生の育成を行った。

### 燕山君と妓生
李能和によれば、李王朝の歴代王君のなかでは9代国王成宗とその長子である10代国王燕山君が妓娼をこよなく愛した。
とりわけ燕山君は暴君、もしくは暗君で知られ、後宮に妓娼をたくさん引き入れ、王妃が邪魔な場合は処刑した。化粧をしていなかったり、衣服が汚れていた場合は妓生に杖叩きの罰を与え、妊娠した妓生は宮中から追放し、また妓生の夫を調べ上げて皆斬殺した。
燕山君は名寺刹円覚寺を潰し、妓生院を建て、全国から女子を集め大量の妓生を育成した。燕山君の淫蕩の相手となった女性は万にいたったともいわれ、晩年には慶会楼付近に万歳山を作り、山上に月宮をつくり、妓生3000余人が囲われた。燕山君の時代は妓生の全盛 (絶頂) 期ともいわれる一方でこれらは燕山君の淫蕩な性格に起因するといわれており、妓生の風紀も乱れた。

#### 運平・青女
燕山君は、妓生を「泰平を運んでくる」という意味で「運平 (うんぴょん)」と改称させ、全国から美女であれば人妻であれ妾であれ強奪し、「運上」させるよう命じた。全国から未婚の処女を「青女」と呼んで選上させたり、各郡の8歳から12歳の美少女を集め、淫したとも記録され、『李朝実録』では「王色を漁す区別なし」と記している。

## 妓生と外交
燕山君の時代などでは王が女淫に耽ったため、臣下も風俗紊乱であった。川村湊はこの時代を「畜妾、畜妓は当たり前のことであり、妓生の、妓生による、妓生のための政治というべきもの」で、朝鮮は「妓生政治・妓生外交」を行っていたと評した。川村湊は、現在の金氏朝鮮(北朝鮮)が全国から美女を集め「喜び組」と呼んで、気に入った女性を要人の夜伽に供していたことから、金正日は「燕山君などの正統な後継者」と評している。

### 貢女
妓生は外交的にも使われることがあり、中国に貢女 (コンニョ) つまり貢ぎ物として「輸出」された。高麗時代には宋の使いやまた明や清の外交官に対しても供与された。
李朝時代でも成宗が辺境の娼妓は国境守備の将兵の裁縫のために置いたものだが都の娼妓は風俗紊乱をもたらしているために妓生制度を廃止したらどうかと提案したところ、臣下は「中国の使臣のために女楽を用いるため妓生は必要です」と妓生の外交的有用性をもって答えたため、成宗は満足して妓生制度を公認している。これらは日本人 (倭人) に対しても行われ、1507年の『権発日記』には倭の「野人」にも美しい妓生を供進したと記録されている。
川村湊は、朝鮮の中国外交は常に事大主義を貫き、使臣への女色の供応は友好外交のための「安価な代価 (生け贄) にほかならなかった」とし、また韓国併合以後の総督府政治もこのような「妓生なくして成り立たない国家体制」を引き継いだものであるとした。

## 李朝の性犯罪と法規
他方、李氏朝鮮時代には性に対して厳格な法規が存在していた。性暴行事件は「大明律」で「犯奸罪」の適用を受けたが、強姦未遂は杖100回と三千里流刑、強姦は絞首刑、近親強姦は斬首刑だった。中宗23 (1528) 10月、宮人の都伯孫が寡婦を強姦した際、中宗が「常人が強姦することも正しくないのに、まして士族ではないか」と言って厳罰を指示したように、支配層には一層厳格な処身が要求された。和姦は男女とも杖80回だったので女性は強姦だと主張する場合が多かったが、この場合は女性の当初の意図が判断基準だった。
世祖12年 (1466)、正四品で護軍の申通礼が、官婢である古音徳と何回も性関係を持った。古音徳は、「初めは断って声を出して泣いた（初拒而哭）」という理由で無罪となり、申通礼だけが処罰されたのがその一例である。この事件のように被害女性の身分は重要ではなかった。
妓女の場合も同じだった。暴力がなくても女性の同意がなかったら強姦で処罰したが、被害女性が処罰を望むか否かは量刑の斟酌対象ではなかった。窃盗の途中に強姦までした場合は斬首刑であり、幼児強姦は例外なしに絞首刑か斬首刑だった。ただし、日本でも江戸時代の「姦通罪」が妾制度や遊郭制度の中で抜け道があったように、様々な抜け道が造られて行った。

## 妓生の身分

### 七賤
高麗・李朝時代の身分制度では、支配階級の両班、その下に中庶階級 (中人・吏属)、平民階級があり、その下に賤民階級としての七賤と奴婢があった。林鍾国によれば、七賤とは商人・船夫・獄卒・逓夫・僧侶・白丁・巫俗のことをいい、これらは身分的に奴隷ではなかったのに対して、奴婢は主人の財産として隷属するものであったから、七賤には及ばない身分であった。

### 奴婢
奴婢はさらに公賤と私賤があり、私賤は伝来婢、買婢、祖伝婢の三種があり、下人を指した。奴婢は売買・略奪の対象であるだけでなく、借金の担保であり、贈り物としても譲与された。従母法では、奴婢の子は奴婢であり、したがってまた主人の財産であり、自由に売買された。そのため、一度奴婢に落ちたら、代々その身分から離脱できなかった。

### 官卑としての妓生
朝鮮時代の妓生の多くは官妓だったが、身分は賤民・官卑であった。朝鮮末期には妓生、内人 (宮女)、官奴婢、吏族、駅卒、牢令 (獄卒)、有罪の逃亡者は「七般公賤」と呼ばれていた。

### 婢女
婢女 (女性の奴婢) は筒直伊 (トンジキ) ともよばれ、下女のことをいう。林鍾国によれば、朝鮮では婢女は「事実上の家畜」であり、売却 (人身売買)、私刑はもちろん、婢女を殺害しても罪には問われなかったとしている。さらに林は「韓末、水溝や川にはしばしば流れ落ちないまま、ものに引っ掛かっている年ごろの娘たちの遺棄死体があったといわれる。局部に石や棒切れを差し込まれているのは、いうまでもなく主人の玩具になった末に奥方に殺された不幸な運命の主人公であった」とも述べている。
両班の多くの家での婢女は奴僕との結婚を許されており、大臣宅の婢女は「婢のなかの婢は大官婢」とも謳われたが、結婚は許されなかった。林鍾国は、婢女が主人の性の玩具になった背景には、朝鮮の奴隷制・身分制度のほか、当時の「両班は地位が高いほど夫人のいる内部屋へ行くことを体面にかかわるものと考えられたので、手近にいる婢女に性の吐け口を求めるしかなかった」ためとし、若くて美しい官婢が妾になることも普通で、地方官吏のなかには平民の娘に罪を着せて官婢に身分を落とさせて目的をとげることもあったとしている。

### 房妓生・守廳妓生
また、性的奉仕を提供するものを房妓生・守廳妓生といったが、この奉仕を享受できるのは監察使や暗行御使などの中央政府派遣の特命官吏の両班階級に限られ、違反すると罰せられた。

## 妓生の種類

### 一牌・二牌・三牌・蝎甫 (カルボ)
李氏朝鮮時代の妓生は3つのランクに分かれていた。最上の者を一牌 (イルペ)、次の者を二牌 (イペ)、最も下級な者を三牌 (サムペ) と呼んだ。
李能和によると、遊女の総称を蝎甫 (カルボ) といい、中国語で臭虫という。蝎甫には、妓女 (妓生) も含まれるほか、殷勤者 (ウングンジャ)、塔仰謀利 (タバンモリ)、花娘遊女 (ファランユニョ)、女社堂牌・女寺堂牌 (ヨサダンペ)、色酒家 (セクチュガ) が含まれた>。
李氏朝鮮末期には、三牌も妓生と呼ばれるようになり、これらの一牌・二牌・三牌の区別は付かなくなっていた。

#### 一牌
一牌 (イルベ) 妓生は、妓生学校を卒業後は宮中に出た。宮中に入れた一牌妓生は気位が高く「妓生宰相」とも呼ばれた。また「売唄不売淫」と言う様に貞節を重んじ、身体を売る事は無いことを建て前としていたが、実際には国家が支給する給料に比べて支出が多かったため、特定の両班に囲い込まれる事で資金的援助を得る「家畜制度」 (畜は養うと言う意味) が認められていた。これは、事実上の妾制度である。ただし、囲い込まれた一牌妓生との間に産まれた子供は、例外的に奴婢ではなく良民の子として遇する制度があった。高麗・李氏朝鮮では片方の親が奴婢・賤民の場合その子を奴婢とする制度があった。ただし、この制度の対象となるのは男子のみで、女子は原則として、母親同様妓生となった。
また、宮中に入れなかった一牌妓生は自宅で客をとったりした。また宮中に入った一牌妓生でも、30歳頃には退妓し、結婚したり、遣り手や売酒業 (実質的には売春業) を営んだものもいた。
一牌には「薬房妓生」 (医女参照) や宮中の衣服関係を担当した「針婢」 (「尚房妓生」) も含まれた。

#### 二牌
二牌 (イベ) は、殷勤者または隠勤子といい、隠密に売春業を営んだ女性をさし、一牌妓生崩れがなったという。住宅街の中で暮らしながら隠れて売春する者が多かった。

#### 三牌
三牌 (三牌妓生) は完全に娼婦であり、搭仰謀利 (タバンモリ) ともいう。雑歌を唄って接客したとされる。
近代化以前は京城に散在していたが、のちに詩洞 (シドン) に集められ、仕事場を賞花室 (サンファシル) と称して、李氏朝鮮末期には、三牌も妓生と呼ばれるようになった。

#### 花娘遊女
花娘遊女は成宗の時代に成立し、春夏は漁港や収税の場所で、秋冬は山寺の僧坊で売春を行った。僧侶が手引きをして、女性を尼として僧坊に置き、売春業を営んでいた。僧侶が仲介していた背景について川村湊は、李朝時代には儒教が強くなり、仏教は衰退し、僧侶は賤民の地位に落とされ、寄進等も途絶えたためと指摘している。

#### 女社堂牌
女社堂牌は大道芸人集団で、昼は広場 (マダン) で曲芸や仮面劇 (トッポギ)、人形劇を興行し、夜は売春を行った。男性は男寺堂 (ナムサダン) といい、鶏姦の相手をした。女性は女寺堂 (ヨサダン) といい、売春した。社堂 (サダン) 集団の本拠地は安城の青龍寺だった。川村湊は女社堂牌を日本の傀儡子に似ているといっている。

#### 色酒家
色酒家とは日本でいう飯盛女、酌婦で、旅館などで売春を行った。売酒と売春の店舗をスルジプといい、近年でもスナックやルームサロンにスルジプ・アガシ (飲み屋娘)、存在しなくなった茶房(タバン:チケット茶房) ではタバン・アガシ (茶房娘)、数は多くないが蒸気湯(ジュンギタン:日本のソープランド) やテペイバルソ(頽廃理髮所:極一部の理髪店を兼ねた性風俗店)ともよばれる店でミョンド・アガシ (顔剃り担当娘) という女性がいる。

### 妓生房
また、ソウルには妓生房と呼ばれるものがあった。主として官庁の管理の元に営業をしていたが、遊廓に似ており、かなり厳格なしきたりを以って運営されていた。しかし地方では三牌が多く、妓生房やそれに類するものは存在しなかったとされる。

## 妓生制の崩壊と近代公娼制への移行

### 朝鮮の開国と日本の遊郭業の進出
1876年に李氏朝鮮が日本の開国要求を受けて日朝修好条規を締結した開国して以降は、釜山と元山に日本人居留地が形成され、日本式の遊廓なども開業していった。日本や海外からの文化流入により、妓生制度にも変化が見られるようになった。日本の芸者や遊廓制度、ロシアなどから白人の外娼 (甘人=カミンと呼ぶ) などが入り込み、従来の妓生制度と融合して区別が無くなっていった。李氏朝鮮末期には妓生組合が作られているが、これにより、従来雇い主を必要とした妓生も主人を持たない妓生業が行えるようになった。
また、地方の妓生がソウルに入り込み、妓生の形態が激変し、日本統治時代に確立した公娼制度に組み込まれた。また、大韓帝国の時代までは初潮前の少女を妓生とすることも多かったが、韓国併合後に少女を妓生とする事は禁止された。
金一勉と金両基は、朝鮮の都市に公然と遊廓が登場したのは日本人の登場以来の事で、朝鮮各地に娘の人身売買が公然と横行するようになったと主張している 。

### 日本政府による取り締まり
1881年10月には釜山で「貸座敷並ニ芸娼妓営業規則」が定められ、元山でも「娼妓類似営業の取締」が行われた。翌1882年には釜山領事が「貸座敷及び芸娼妓に関する布達」が発布され、貸座敷業者と芸娼妓には課税され、芸娼妓には営業鑑札 (営業許可証) の取得を義務づけた。1885年には京城領事館達「売淫取締規則」が出され、ソウルでの売春業は禁止された。しかし、日清戦争後には料理店での芸妓雇用が公認 (営業許可制) され、1902年には釜山と仁川、1903年に元山、1904年にソウル、1905年に鎮南浦で遊廓が形成された。
日露戦争の勝利によって日本が朝鮮を保護国として以降はさらに日本の売春業者が増加した。ソウル城内双林洞には新町遊廓が作られ、これは財源ともなった。
1906年に統監府が置かれるとともに居留民団法も施行、営業取締規則も各地で出されて制度が整備されていった。同1906年には龍山に桃山遊廓 (のち弥生遊廓) が開設した。日本人の居住地で知られる京城の新町、釜山の緑町、平壌の柳町、太田の春日町などには数十軒から数百軒を数える遊廓が設けられ、地方の小都市にも十数件の青桜が軒を連ねた。

### 妓生取締令
日本人売春業者が盛んになると同時に朝鮮人業者も増加していくなか、ソウル警務庁は市内の娼婦営業を禁止した。1908年9月には警視庁は妓生取締令・娼妓取締令を出し、妓生を当局許可制にし、公娼制に組み込んだ。1908年10月1日には、取締理由として、売買人の詐術によって本意ではなく従事することを防ぐためと説明された。

### 日本統治下の公娼制
1910年の韓国併合以降は統監府時代よりも取締が強化され、1916年3月31日には朝鮮総督府警務総監部令第4号「貸座敷娼妓取締規則」 (同年5月1日施行) が公布、朝鮮全土で公娼制が実施され、日本人・朝鮮人娼妓ともに年齢下限が日本内地より1歳低い17歳未満に設定された。
他方、併合初期には日本式の性管理政策は徹底できずに、また1910年代前半の女性売買の形態としては騙した女性を妻として売りとばす事例が多く、のちの1930年代にみられるような誘拐して娼妓として売る事例はまだ少なかった。当時、新町・桃山両遊廓は堂々たる貸座敷であるのに対して、「曖昧屋」とも呼ばれた私娼をおく小料理店はソウル市に130余軒が散在していた。第一次世界大戦前後には戦争景気で1915年から1920年にかけて京城の花柳界は全盛を極めた。朝鮮人娼妓も1913年には585人であったが1919年には1314人に増加している。1918年の京城・本町の日本人居留地と鍾路署管内での臨検では、戸籍不明者や、13歳の少女などが検挙されている。

#### 妓生と芸者
山地白雨が1922年に刊行した『悲しき国』 (自由討究社) では「妓生は日本の芸者と娼妓を一つにしたやうな者で、娼妓としては格が高く、芸者としては、其目的に添はぬ処がある」「其最後の目的は、枕席に侍して纏綿の情をそそる処にある」と記している。
同じ1922年に刊行された柳建寺土左衛門 (正木準章)『朝鮮川柳』(川柳建寺社) では妓生を朝鮮人芸者のことで京都芸者のようだとし、蝎甫 (カルボ) は売春婦であると書かれている。
1934年の京城観光協会『朝鮮料理 宴会の栞』では「エロ方面では名物の妓生がある。妓生は朝鮮料理屋でも日本の料理屋でも呼ぶことができる。尤も一流の妓生は三、四日前から約束して置かないと仲中見られない」とあり、「猟奇的方面ではカルボと云うのがある。要するにエロ・サービスをする女である」「カルボは売笑婦」であるとして、妓生とカルボとを区分して書かれていた。
1940年当時の妓生の実態を朝日新聞記者が調査した内容によると「妓生の大半が売笑婦（売春婦）」である事をルポタージュしている。
これより1945年の日本敗戦までについては慰安婦を参照。

## 大韓民国の妓生・キーセン

### 韓国軍慰安婦
大韓民国の成立後に朝鮮戦争が勃発し、戦火で焼き尽くされた国土の復興には莫大な費用が必要になった。朴正煕大統領は、1965年の日本国と大韓民国との間の基本関係に関する条約で獲得した資金を元に復興を進め、在韓米軍を新たな復興への資金源として見出した。当時、駐留米軍に対する風俗店は、韓国語で깡패（カンペ:韓国語でやくざの事)と呼ばれる非合法の犯罪組織が関与しており、莫大な金額が地下に流出していた。これを一斉に摘発し、新たな国営の娼館制度を代わりに据え、外貨獲得を行った。これが便宜的に国営妓生と呼ばれる制度であり、更なる外貨獲得を目指して、一時はベトナム戦争時など海外にも派遣された。

### 「キーセン観光」
日本が復興し、海外旅行が再開されると、日本からの観光客に対しても、国営妓生が使われた。1980年代まで、キーセン旅行と呼ばれるほど韓国旅行が風俗旅行と同等の意味を持っていたのは昔の名残のためである。
日本交通公社（現・JTB）や近畿日本ツーリストの企画旅行では、羽田発二泊三日で35,000円位、「妓生」と見合いの後、夕食が終わるとホテルに「妓生」が来た。夜の街に出たり、部屋で駄弁ったりして、翌朝まで一緒にいて、30,000円を要求された。
夜の町に一人で出ると、屈強な男性(人は警察官という)が尾行してきた。おかげで、安心して横町の屋台などで、ソウルの夜が楽しめた。生きたまま刻んだタコを食べたり、直ぐにできるオーダーメイドのシャツを買ったりして、ホテルに戻ってベッドに入るとボーイがドアをノックして来た。｢お一人ですか？お寂しくないですか？｣ドアーの上の回転窓には、当時日本ではやったジーンズのジャンパーなど羽織った2人位の女性がボーイの後ろで、壁に体を寄せて控えている。
深夜2時過ぎまで、何度もボーイのノックがあった。ボーイにも歩合が入るようであった。業者は、「妓生」とは言わず、｢姫様｣と呼んでいた。

### 外国人キーセン
漢江の奇跡を経て、1980年代に韓国経済が軌道に乗り始めると、国営妓生の志望者は減少した。不足を埋める形で成長した民間の妓生では、フィリピンやインドネシアなどの東南アジアから女性を誘致するようになった。ソビエト連邦の崩壊後は、ロシア人女性も誘致の対象となった。
だが、やがて外国人娼婦に対する違法行為が頻発し、一部で社会問題化する。そして2004年に、韓国の議会は、全ての売春施設を閉鎖し、売春行為を違法とする法改正を行った。これによって、妓生は大韓民国では事実上廃止された。

### キーセン・ハウス
ソウルのキーセン・ハウスでは「清雲閣」「大苑閣」「三清閣」の「3閣」が有名だった。伝統的なキーセン・ハウスで唯一残っていた「梧珍庵」 (오진암)  も、2010年に閉店した。

## 朝鮮民主主義人民共和国の妓生
朝鮮民主主義人民共和国においての妓生の実態は不明である。ただし、李氏朝鮮時代の官妓に類似するものとして喜び組が存在する。
また川村湊は現在の金氏朝鮮 (北朝鮮) が全国から美女を集め「喜び組」と呼んで、気に入った女性を要人の夜伽に供していたことから、金正日は「燕山君などの正統な後継者」と評している。

## 妓生と公娼に関する議論
妓生から日本による公娼制にいたる成立過程については、日本軍の慰安婦問題とからんで議論がなされている。なお、公娼の定義については公娼#概念・大要を参照。
元日本軍慰安婦であると名乗る金学順、文玉珠などは、「朝鮮の私娼又は公娼の為や日本の私娼の為の妓生学校ではなく、日本軍又は日本政府などによる日本の公的機関への奉仕を目的とした公娼制の妓生学校に入学後、公に営業を許された娼婦として、日本の公の営業許可を得るための妓生に関する知識や技術などを習得し卒業した」と証言している。
妓生など朝鮮伝統の制度は、日本による公娼制によって崩壊したとみなす見解がある。山下英愛は「朝鮮社会にも昔から様々な形の売買春が存在した。上流階級では高麗時代に中国から伝わったといわれる妓女制度があり、日本によって公娼制度が導入されるまで続いた」と述べている。
また、妓生制と日本による公娼制との違いについて川田文子は、妓生のほかに雑歌をたしなむ娼女、流浪芸能集団であった女社堂牌 (ヨサダンペ)、色酒家 (セクチュガ) で働く酌婦などの形態があったが、特定の集娼地域で公の管理を行う公娼制度とは異なるものであるとした。また、在日朝鮮人歴史学者の金富子や梁澄子、在日韓国人の評論家の金両基らは、妓生制度は売買春を制度化する公娼制度とは言えないと主張している。
金両基は多くの妓生は売春とは無縁であり、漢詩などに名作を残した一牌妓生黄真伊のように文化人として認められたり、妓生の純愛を描いた『春香伝』のような文学の題材となっており、70年代から90年初頭にかけて主に日本人旅行客の接待に使われたキーセン観光はとはまったく違うものであると反論した。
他方で、川村湊は「李朝以前の妓生と、近代以降のキーセンとは違うという言い方がなされる。江戸期の吉原遊郭と、現代の吉原のソープランド街が違うように。しかし、その政治的、社会的、制度的な支配−従属の構造は、本質的には同一である」とのべ、今は再開発により無くなったが、ソウルの弥亜里88番地のミアリテキサスや清凉里 588といった私娼窟にも「性を抑圧しながら、それを文化という名前で洗練させていった妓生文化の根本にあるものはここにもある」とも述べている。

## 高名な妓生
妓生のなかには詩や絵画で高名なものもいる。
- 於宇同
- 真紅
- 黄真伊
- 張緑水 - 国王燕山君の側室。
- 鄭蘭貞 - 尹元衡の継室。
- 丁七星（朝鮮語版）
- 論介
- 兪甘同

## 朝鮮春画のなかの妓生
朝鮮には春画はないとも一部でいわれてきたが、風俗画家申潤福の「伝薫園」や、金弘道の「四季春画帖」など性交や性戯の場面を描いた春画も多数あり、朝鮮春画の登場人物はほぼすべて妓生と客であった。川村湊はこうしたエロティックアートのまなざしのなかで妓生だけが登場人物となった点を朝鮮春画の特色としたうえで、その背景に朝鮮儒教があり、「たとえ虚構の絵画のなかであっても、淫らなことを行い、性を剥き出しにし、露骨な痴態を示すのは妓生だけ」でなければならず、人妻や町娘や大奥の女たちが登場している江戸期の浮世絵春画こそ、秩序も抑制も限度もない、放縦で非道徳な不倫行為を勧奨するものに他ならなかったのである。道徳的な春画。これが朝鮮の春画を表すもっともふさわしい言葉かも知れない」と指摘している。

## 妓名
- 高麗
  - 「紫雲仙」「白蓮」「七点紅」「玉盤珠」李仁老改名掌中珠「楚英」「玉肌香」「千咄」「花羞」「小梅香」「玉織々」「真珠」「燕双飛」「碧玉」「動人紅」「月娥」「雪梅」「謪仙来」「好々」「万年歓」「鳳池蓮」[42]
- 李氏朝鮮
  - 「紫洞仙」京妓「薔薇」羅州妓「動人紅」鉄原妓「今介」公州妓「梅花」谷山妓「桂生」号梅窓 扶安妓「巫雲」江界妓「瀟湘梅」江界妓「一朶紅」錦山妓「銀台仙」星州妓「千拙」洪城妓「陽台雲」公州妓「金蘭」忠州妓「得玉」成川妓「玉棲仙」洪州妓「待重来」密陽妓「洪娘」洪原妓「論介」普州妓「真伊」松都妓「暎山紅」全州妓「鳳姫」宣城妓「福介」扶安妓「仙香」安岳妓「武貞介」平壌妓「断人腸」成川妓「莫従」全州妓「石介」京城妓「勝楊妃」光州妓「無定価」平壌妓「紫鸞字玉簫仙」平壌妓[42]
- 日本統治時代
  - 京城
    - 「梅紅」「一徳」「珊瑚珠」「彩玉」「玉仙」「一枝紅」「瓊蘭」「雲仙」「暎山香」「緑珠」「銀玉」「蘭紅」「蟾紅」「桂香」「又春」「山紅」「翠香」「蓮花」「松子」「蓮香」[42]

  - 平壌
    - 「花中仙」「一枝花」「銀紅」「真実」「一扇」「花扇」「牡丹」「山月」[42]

## 妓生に関する作品
- 春香伝 - 李氏朝鮮時代の小説で、パンソリや映画にもなった。
- 於宇同 - 1985年の韓国映画。
- ファン・ジニ - 2006年の韓国のテレビドラマ。
- ファン・ジニ 映画版 - 2007年の韓国映画。
- 芙蓉閣の女たち〜新妓生伝 - 妓生が現在まで存在するという設定で描かれた2011年の韓国のテレビドラマ。
- 於于同 〜朝鮮宮廷スキャンダル〜 - 2014年の韓国映画。
- 愛を歌う花 - 2016年の韓国映画。

## 参考資料
- 『朝鮮紀行』イザベラ・バード、講談社
- 今村鞆『朝鮮風俗集』斯道舘、1914年11月20日。NDLJP:1848683。国書刊行会、1975年
- 『朝鮮解語花史』李能和、1927年
- 『朝鮮医学史及疾病史』三木栄
- 林鍾国 著、林海錫・姜徳相 訳『ソウル城下に漢江は流れる : 朝鮮風俗史夜話』平凡社、1987年1月16日。NDLJP:12173142。